# Bonea armatissima
Bonea armatissima is een hooiwagen uit de familie Podoctidae. De wetenschappelijke naam van Bonea armatissima gaat terug op Roewer, 1949. De originele naamcombinatie (protoniem) was Nurullus armatissimus Roewer, 1949. 
Later werd het geslacht Nurullus een junior synoniem van Bonea in Suzuki 1977 gemaakt. Een naamrecombinatie in sommige online bronnen was Bonea armatissimus, maar blijkbaar niet overgenomen in taxonomische publicaties. Na 2023 de geldige combinatie is Bonea armatissima (Roewer, 1949).